# Semlower Straße 31 (Stralsund)

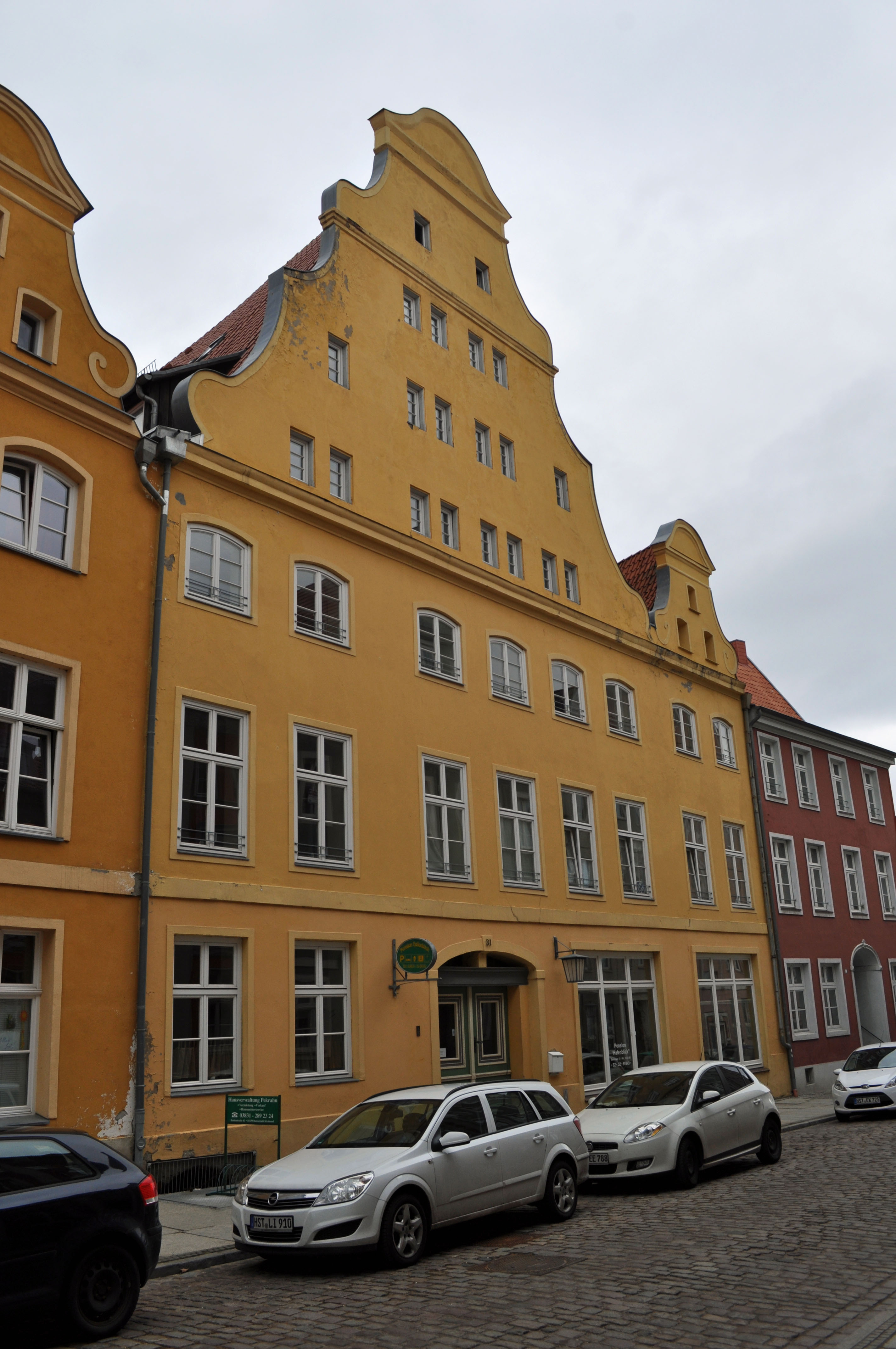
Das Haus Semlower Straße 31 in Stralsund (2012)

Das Gebäude mit der postalischen Adresse Semlower Straße 31 ist ein denkmalgeschütztes Bauwerk in der Semlower Straße in Stralsund.
Der dreigeschossige Putzbau mit Doppelgiebel wurde in der ersten Hälfte des 18. Jahrhunderts errichtet; im Kern ist das Gebäude mittelalterlich.
Das Grundstück war ursprünglich in ein westliches, breites und ein östliches, schmales Grundstück aufgeteilt. Aufgrund dieser Aufteilung ist auch das Haus asymmetrisch gestaltet: Es besteht aus einem westlichen, sechsachsigen Teil mit einem mehrfach abgestuften Volutengiebel und einem östlichen, zweiachsigen Teil mit kleinerem Giebel.
Die zweiflügelige Haustür im Korbbogen-Portal stammt vom Beginn des 19. Jahrhunderts. Im ersten Obergeschoss ist ein Saal mit originalen Ausstattungsgegenständen erhalten.
An die Rückfront des Gebäudes schließt ein Kemladen an; er sowie die beiden Speichergebäude an der rückwärtigen Grundstücksgrenze sind im Kern mittelalterlich.
Das Haus liegt im Kerngebiet des von der UNESCO als Weltkulturerbe anerkannten Stadtgebietes des Kulturgutes „Historische Altstädte Stralsund und Wismar“. In die Liste der Baudenkmale in Stralsund ist es mit der Nummer 710 eingetragen.